# Hylemya neglecta
Hylemya neglecta är en tvåvingeart som först beskrevs av Karl 1943.  Hylemya neglecta ingår i släktet Hylemya och familjen blomsterflugor.
Artens utbredningsområde är Polen. Inga underarter finns listade i Catalogue of Life.